# جوش هارت
جوش هارت (6 مارس 1995 في الولايات المتحدة - ) (بالإنجليزية: Josh Hart) هو لاعب كرة سلة أمريكي في مركز مدافع مسدد الهدف. لعب مع لوس أنجلوس ليكرز وVillanova Wildcats ‏.

## وصلات خارجية
- جوش هارت على موقع إن بي أي (الإنجليزية)
- جوش هارت على موقع سبورتس رفرنس (الإنجليزية)
- جوش هارت على موقع كرة السلة الأوروبية.كوم (الإنجليزية)
- جوش هارت على موقع إي إس بي إن.كوم (الإنجليزية)
- جوش هارت على موقع كلية كرة السلة في سبورتس رفرنس.كوم (الإنجليزية)
- جوش هارت على موقع ريلجم (الإنجليزية)
- جوش هارت على موقع بروبوليرز (الإنجليزية)
- جوش هارت على موقع سبورتس رفرنس (الإنجليزية)